# Gerald Ridsdale
Gerald Francis Ridsdale (St Arnaud, Victòria, 1934 - 19 de febrer de 2025) va ser un sacerdot catòlic australià laïcitzat, condemnat per múltiples delictes d'abús sexual a menors. Ordenat el 1961, va exercir en diverses parròquies fins que el 1994 va rebre la primera condemna, acumulant fins a 192 delictes i 40 anys de presó. Es va revelar que formava part d'una xarxa de pederàstia a Ballarat durant els anys 70. Va morir a la presó.